# Résident permanent (Canada)
Pour les articles homonymes, voir Résident permanent.
Un résident permanent du Canada est habituellement un étranger qui a reçu la permission de vivre, étudier et travailler au Canada sans aucune limite de temps avant l'obtention de la citoyenneté canadienne et la réalisation d'autres conditions imposées par la loi et le règlement sur l'immigration. Ce statut est contrôlé par l’agence gouvernementale fédérale Immigration, Réfugiés et Citoyenneté Canada (IRCC). La sélection des candidats est effectuée dans le cadre de différents programmes d’immigration économique et non économique gérés directement par IRCC ou, pour les immigrants souhaitant s’établir au Québec, par le ministère de l'Immigration, de la Francisation et de l'Intégration (MIFI) du Québec.

## Avantages liés à la résidence permanente
Un résident permanent a accès, à certaines exceptions près, aux mêmes droits et responsabilités qu’un citoyen canadien. Il peut se prévaloir de toutes les libertés et protections conférées par la Charte canadienne des droits et libertés qui ne sont pas réservées aux détenteurs de la citoyenneté.
La résidence permanente donne notamment le droit d’habiter, de travailler (avec certaines restrictions) et d’étudier dans la totalité des provinces et territoires du Canada. Les résidents permanents peuvent généralement travailler dans toutes les entreprises du pays, ainsi que pour une administration publique fédérale, provinciale ou territoriale ; certaines professions réglementées sont toutefois réservées aux citoyens canadiens. Les résidents permanents contribuent aux mêmes régimes de sécurité sociale que les citoyens canadiens. Ils cotisent par exemple au Régime de pensions du Canada, et bénéficient de la couverture médicale universelle fournie par leur province ou leur territoire.
Les résidents permanents ont la possibilité, mais pas l’obligation, de présenter une demande de citoyenneté canadienne après un certain temps passé au Canada. Certaines des modifications apportées par le projet de loi C-6 à la Loi sur la citoyenneté, entrées en vigueur le 11 octobre 2017, ont porté cette durée minimale de présence physique au Canada à 1 095 jours (trois ans) au cours des cinq années précédant la demande, dont au moins deux ans comme résident permanent.
Les résidents permanents ont également la possibilité de parrainer des membres de leur famille souhaitant accéder à la résidence permanente, sous réserve de respecter certaines exigences comme la capacité à subvenir aux besoins de la personne parrainée.

## Restrictions posées par le statut
À la différence des citoyens canadiens, le résidents permanents n’ont pas le droit de voter aux élections, ni celui de s’y présenter. Cependant, plusieurs villes canadiennes comme Toronto, Vancouver, Halifax et Calgary ont proposé d’étendre aux résidents permanents le droit de vote aux élections municipales.
Les résidents permanents ne peuvent pas exercer certaines professions réglementées, ni détenir certains emplois privés ou publics nécessitant des vérifications de sécurité approfondies. Ils ne peuvent pas non plus s’engager dans les Forces armées.
Les résidents permanents n’ont pas accès au passeport canadien, et doivent donc voyager avec le passeport délivré par le pays dont ils sont citoyens. Toutefois, certains pays permettent aux résidents permanents du Canada d’entrer sans visa, quand bien même leur seule citoyenneté ne le leur permettrait pas. C’est le cas, par exemple, du Mexique et des Bahamas. Pour retourner au Canada à bord d’un moyen de transport commercial (avion, train, bateau ou autobus), les résidents permanents du Canada doivent être munis d’une carte de résident permanent ou d’un titre de voyage pour résident permanent, document à usage unique délivré par les bureaux diplomatiques canadiens à l’étranger.
Les résidents permanents peuvent être expulsés du Canada s’ils commettent des crimes graves, alors que les citoyens canadiens ne peuvent faire l’objet d’aucune mesure de renvoi.

## Sélection des nouveaux résidents permanents
Le Règlement sur l’immigration et la protection des réfugiés définit plusieurs voies d’accès à la résidence permanente. Plusieurs programmes existent pour les immigrants économiques et non-économiques.

### Immigration économique
Une partie des nouveaux résidents permanents sont sélectionnés en fonction de leur potentiel de réussite économique au Canada. Au 1er janvier 2019, Immigration, Réfugiés et Citoyenneté Canada propose les programmes d’immigration économique suivants :
- le Programme des travailleurs qualifiés (fédéral) (PTQF), pour les travailleurs souhaitant s’établir au Canada, mais ailleurs qu’au Québec[19] ;
- le Programme des travailleurs de métiers spécialisés (fédéral) (PTMSF), pour les professionnels exerçant certains « métiers spécialisés » particuliers[20] et souhaitant s’établir au Canada, mais ailleurs qu’au Québec[21] ;
- le Programme des candidats des provinces (PCP), pour les immigrants économiques sélectionnés par les provinces (sauf le Québec) et les territoires (sauf le Nunavut) selon leurs propres critères[22] ;
- la catégorie de l’expérience canadienne (CEC), pour les travailleurs ayant accumulé une expérience professionnelle suffisante au Canada, notamment au moyens de permis de travail temporaires[23] ;
- la catégorie du démarrage d’entreprise, destinée aux individus souhaitant exploiter leur entreprise au Canada et présentant des garanties financières suffisantes[24] ;
- la catégorie des travailleurs autonomes, qui s’adresse aux personnes envisageant de travailler à leur compte au Canada dans les domaines culturel et sportif[25] ;
- les catégories économiques du Québec[26] (voir plus bas).

#### Immigration économique au Québec
En vertu de l’Accord Canada-Québec de 1991, le gouvernement du Québec exerce une compétence partagée avec le gouvernement du Canada en matière d’immigration. Il effectue une sélection préalable des immigrants en fonction de ses propres critères et délivre aux candidats retenus un Certificat de sélection du Québec (CSQ). Le gouvernement fédéral intervient ensuite pour évaluer l’admissibilité des demandes au regard de la loi canadienne et octroyer la résidence permanente. Celle-ci est valable partout au Canada, quand bien même son titulaire a été sélectionné dans le cadre d’un programme d’immigration québécois.
Au 1er janvier 2019, plusieurs programmes sont offerts par le ministère de l’Immigration, de la Diversité et de l’Inclusion du Québec aux immigrants économiques souhaitant s’établir dans la province. Deux d’entre eux s’adressent aux travailleurs qualifiés :
- le Programme de l’expérience québécoise (PEQ)[28], qui offre une démarche simplifiée pour l’obtention d’un CSQ aux individus ayant une connaissance suffisante du français et :
  - qui ont obtenu un diplôme au Québec : DEC, DEP (à certaines conditions), baccalauréat (diplôme de premier cycle universitaire), maîtrise, MBA, doctorat[29] ou
  - qui ont occupé un emploi rémunéré au Québec dans les deux dernières années en tant que travailleurs temporaires[30] ;

- le Programme régulier des travailleurs qualifiés (PRTQ)[31], qui s’applique à toutes les autres demandes, évaluées au moyen d’une grille de sélection à points[32] basée plusieurs critères, dont[33] :
  - le niveau d’études ;
  - le domaine de formation, notamment au regard des besoins du marché du travail québécois ;
  - l’expérience professionnelle ;
  - l’âge du candidat ;
  - les aptitudes linguistiques en français et en anglais ;
  - les liens du candidat avec le Québec (séjours au Québec, liens de parenté avec un citoyen canadien ou un résident permanent au Québec) ;
  - la réception par le candidat d’une offre d’emploi permanent reconnue par le gouvernement, d’autant plus si l’emploi visé n’est pas localisé dans la région de Montréal[34] ;
  - le conjoint et les enfants du candidat ;
  - la capacité du candidat à subvenir financièrement à ses besoins.

Toutes les demandes effectuées dans le cadre du PRTQ sont d’abord centralisées dans le portail en ligne Arrima, après quoi les candidats sélectionnés sont invités à présenter une demande de CSQ. En dehors des candidatures venant de l’étranger, le PRTQ est une des voies d’accès au CSQ offertes aux personnes en séjour temporaire au Québec en tant qu’étudiants ou travailleurs (ce qui comprend les participants aux programmes d’échange jeunesse comme le PVT).
Par ailleurs, les gens d’affaires candidats à l’immigration économique au Québec ont accès à trois programmes spécifiques :
- le Programme des entrepreneurs, qui permet d’immigrer au Québec pour[38] :
  - créer et exploiter une entreprise à l’invitation d’un organisme offrant des services de soutien et d’encadrement pour les créateurs d’entreprises au Québec (volet 1 du programme) ou
  - créer (ou acquérir) et exploiter une entreprise de son propre chef, à condition de présenter des garanties financières, notamment le soutien d’une institution financière du Québec (volet 2 du programme) ;

- le Programme des travailleurs autonomes, qui s’adresse aux candidats souhaitant travailler au Québec à leur propre compte[39] ;

- le Programme des investisseurs, destiné aux individus souhaitant s’établir au Québec et disposés à signer, avec un partenaire agréé par le gouvernement, une convention d’investissement sur 5 ans pour une somme de 1 200 000 CAD[40].

### Immigration non-économique
En dehors de l’immigration économique, le Canada peut également octroyer la résidence permanente pour des raisons familiales, sociales ou humanitaires. Au 1er janvier 2019, plusieurs catégories sont proposées par Immigration, Réfugiés et Citoyenneté Canada :
- la catégorie du regroupement familial, qui permet au demandeur d’être parrainé par un citoyen ou un résident permanent du Canada[9], à condition qu’il en soit :
  - l’époux, le conjoint de fait ou le partenaire conjugal[42],
  - le parent ou le grand-parent[43],
  - un enfant à charge (y compris s’il est adopté à l’étranger)[44],
  - un enfant mineur devant être adopté au Canada[45],
  - un orphelin mineur issu de la famille proche (frère, sœur, nièce, neveu, petit-fils, petite-fille),
  - un autre membre de la parenté, à certaines conditions ;

- la catégorie des époux ou conjoints de fait au Canada, qui s’adresse plus spécialement aux demandeurs vivant sur le territoire canadien en couple avec un citoyen canadien ou un résident permanent[46], et qui nécessite elle aussi un parrainage[9] ;

- la catégorie du regroupement humanitaire, qui correspond aux cas où le demandeur reçoit la résidence permanente pour des circonstances d’ordre humanitaire[47] ou en vertu de son statut de personne protégée (par exemple, de réfugié)[48] ;

- la catégorie des titulaires de permis, qui ouvre la résidence permanente aux personnes détenant un permis de séjour temporaire, c.-à-d. une autorisation de séjour exceptionnelle au Canada délivrée aux individus interdits de territoire[49].

Comme c’est le cas pour les programmes d’immigration économique, les candidats aux programmes fédéraux d’immigration non-économique souhaitant s’établir dans la province de Québec doivent obtenir l’approbation préalable du gouvernement du Québec et se voir délivrer un Certificat de sélection du Québec (CSQ). Ceci est vrai pour le regroupement familial, pour lequel le parrainage du demandeur par son répondant doit également être approuvé par le Québec et faire l’objet d’un contrat d’engagement, et pour l’immigration humanitaire, en particulier celle des réfugiés.

## Processus de demande

### DispositifEntrée express
Le 1er janvier 2015, le gouvernement du Canada a mis en place un nouveau système, Entrée express, destiné aux travailleurs qualifiés candidats à la résidence permanente dans les catégories suivantes :
- le Programme des travailleurs qualifiés (fédéral) (PTQF),
- le Programme des travailleurs de métiers spécialisés (fédéral) (PTMSF),
- le Programme des candidats des provinces (PCP), pour certaines demandes,
- la catégorie de l’expérience canadienne (CEC).

Auparavant, les candidats à ces programmes devaient effectuer des demandes sur papier qui étaient traitées dans leur ordre d’arrivée. Le système informatisé en ligne Entrée express permet d’accélérer le traitement des demandes et de prioriser les candidats ayant le plus de chances de réussir au Canada sur un plan économique. Pour ce faire, les demandes sont évaluées avec un système à points, le Système de Classement Global (SCG). Le score final d’une demande, qui a un maximum théorique de 1 200 points en-dehors des points supplémentaires, tient compte de plusieurs facteurs tels que :
- le statut matrimonial ;
- l’âge ;
- le niveau d’études ;
- les aptitudes linguistiques ;
- l’expérience professionnelle ;
- la transférabilité des compétences.

Avant la pandémie, Immigration, Réfugiés et Citoyenneté Canada effectuait une nouvelle sélection dans le cadre du programme Entrée Express bi hebdomadairement. Les candidats ayant un score supérieur à un certain seuil reçoivent alors une invitation à présenter une demande de résidence permanente à laquelle ils doivent répondre dans les 60 jours.

#### Sélection axée sur les catégories(ensemble)[56]
Pendant et après la pandémie, IRCC a commencé à différencier la fréquence et a introduit de nouvelles façons de sélectionner les membres dans le bassin Entrée Express. La « Sélection axée sur les catégories (ensembles) » appartient à l'une des rondes ci-dessous :
- Rondes générales
- Rondes propres à des programmes (PTQF, CEC, PTMSF).
- Rondes axées sur les catégories (ensembles)

IRCC invite les candidats à présenter une demande (IPD) de la résidence permanente dans le bassin Entrée Express qui satisfont les catégories (ensembles) établies par le ministre d'IRCC en présentant un rapport devant le Parlement. Voici la version 2023 et pourrait être mise à jour. Les autres catégories que celle pour les francophones exigent;
- avoir accumulé, au cours des 3 dernières années, au moins 6 mois d’expérience de travail continue et à temps plein (ou une expérience équivalente à temps partiel) :
  - dans une seule des professions mentionnés dans le tableau déclaré via chaque rondes (instructions ministérielles),
  - au Canada ou à l’étranger;

1. Compétence linguistique en français
  1. obtenir une note minimale de 7 comme résultat au test en français pour les 4 compétences linguistiques des Niveaux de compétence linguistique canadiens (NCLC) en même jour d'examen[58].
2. Professions de la santé;
3. Professions en sciences, technologie, ingénierie et mathématiques (STIM);
4. Métiers spécialisés;
5. Métiers des transports;
6. Métiers de l'agriculture et de l'agroalimentaire.

Avant de les établir, le ministre respecte les deux critères suivantes.
- les renseignements et prévisions concernant le marché du travail;
- les commentaires reçus des partenaires, comme les provinces et territoires, et des intervenants de partout au pays.

### Demandes sur papier
Au 1er janvier 2019, les demandes de résidence permanente sur papier concernent encore :
- tous les immigrants économiques du Québec détenteurs d’un CSQ :
  - les travailleurs qualifiés[59],
  - les entrepreneurs et investisseurs[60],
  - les travailleurs autonomes[61] ;

- certaines catégories fédérales d’immigration économique :
  - les candidats des provinces, pour certaines demandes[62],
  - les personnes démarrant leur entreprise[63],
  - les travailleurs autonomes[61] ;

- les membres de la famille faisant l’objet d’un parrainage :
  - époux, conjoints de fait, partenaires conjugaux et enfants à charge[64],
  - parents et grands-parents[65],
  - enfants adoptés, orphelins et autres membres de la famille[66],[67] ;

- les titulaires de permis de séjour temporaires[68] ;
- les cas humanitaires[69].

### Vérifications effectuées par le gouvernement fédéral
Pour toutes les demandes de résidence permanente, Immigration, Réfugiés et Citoyenneté Canada effectue :
- des vérifications médicales, un médecin agréé devant examiner le demandeur[70] et certifier :
  - qu’il ne fera pas courir de risque important pour la santé ou la sécurité publique au Canada et
  - qu’il ne va pas engendrer de coûts trop élevés pour les services sociaux ou de santé au Canada[71] ;

- des vérifications de sécurité, le demandeur devant faire état de ses antécédents pénaux au moyen d’un certificat de police[72].

Le gouvernement fédéral exige également que tous les demandeurs fournissent des données biométriques, à savoir des empreintes digitales et une photo.

## Maintien et perte du statut de résident permanent
Un résident permanent doit vivre au Canada pendant deux ans par période de cinq ans, sans quoi il risque de perdre son statut. Le temps passé à l’extérieur du Canada en compagnie d’un conjoint de citoyenneté canadienne est compté dans le temps au Canada, ainsi que le temps passé à l’étranger à travailler pour une entreprise canadienne, pour le gouvernement fédéral ou un gouvernement provincial. Le statut de résident permanent n’est pas perdu si son titulaire oublie de renouveler sa carte de résident permanent mais continue à respecter les exigences.
La section 4 de la Loi sur l’immigration et la protection des réfugiés (ci-après, la Loi) prévoit que les résidents permanents peuvent se voir infliger une interdiction de territoire s’ils commettent des crimes graves :
- des actes menaçant la sécurité du Canada : espionnage, instigation d’un coup d’État, terrorisme, etc. (article 34) ;
- des crimes contre l’humanité et des crimes de guerre (article 35) ;
- des infractions, commises au Canada ou à l’étranger, passibles d’une peine d’au moins 10 ans d’emprisonnement en vertu des lois fédérales du Canada (article 36) ;
- des infractions commises au Canada pour lesquelles l’auteur a été effectivement puni d’une peine d’au moins 6 mois d’emprisonnement (alinéa 36(1)a)) ;
- des activités liées au crime organisé (article 37).

Un individu qui ne respecte pas les exigences de résidence liées à la résidence permanente ou qui fait l’objet d’une mesure de renvoi perd sa résidence permanente (alinéas 46(1)b) et c) de la Loi). Par ailleurs, toute personne qui acquiert la citoyenneté canadienne perd automatiquement son statut de résident permanent (alinéa 46(1)a) de la Loi).
Un résident permanent peut renoncer volontairement à son statut s’il possède la citoyenneté ou la résidence permanente d’un autre pays. Si sa demande est acceptée, cette personne doit quitter le Canada ou demander un visa de résident temporaire.

## Carte de résident permanent
En 2002, Citoyenneté et Immigration Canada a commencé à émettre les cartes de résident permanent à tous les nouveaux résidents permanents. Ces nouvelles dispositions sécuritaires, introduites par la Loi sur l’immigration et la protection des réfugiés, ont été prises, entre autres, en réaction aux attentats du 11 septembre 2001. Les individus qui détenaient déjà la résidence permanente à l’époque peuvent également obtenir cette carte moyennant la somme de 50 CAD. Ils n’y sont toutefois pas tenus, sauf s’ils voyagent à l’étranger,.
Ce document, qui a le format d’une carte bancaire, renferme plusieurs dispositifs de sécurité dont une puce électronique contenant des données sur le porteur. La carte de résident permanent permet de prouver son identité et son statut dans la vie de tous les jours, mais aussi et surtout de faciliter le retour au Canada. Depuis le 31 décembre 2003, chaque résident permanent doit en effet être en mesure de présenter sa carte de résident permanent lorsqu’il monte à bord d’un moyen de transport commercial (avion, train, autobus, bateau) à destination du Canada.
La carte de résident permanent ne peut être émise qu’au Canada. Ainsi, si un résident permanent se trouve à l’étranger, n’a pas de carte et a besoin de retourner au Canada, il doit demander un titre de voyage pour résident permanent. Ce document de voyage à usage unique peut être obtenu auprès des bureaux diplomatiques du Canada à l’étranger.
La carte de résident permanent expire tous les cinq ans. Elle peut être renouvelée sur demande, à condition de prouver que le demandeur a été physiquement présent au Canada pendant une durée minimale, ou qu’il a satisfait aux exigences de résidence d’une autre manière, par exemple en vivant à l’extérieur du Canada avec un conjoint ayant la citoyenneté canadienne ou en travaillant de l’étranger pour une entreprise canadienne. Toutefois, la carte de résident permanent ne peut être renouvelée qu’aux demandeurs présents physiquement au Canada et y ayant une adresse.

## Historique: l’ancien statut d’immigrant reçu
Le terme « immigrant reçu » (en anglais : landed immigrant) désignait autrefois le statut des ressortissants étrangers ayant été admis au Canada en tant que résidents permanents sans citoyenneté. Même si l’on parle aujourd’hui simplement de « résident permanent », le terme « immigrant reçu » a été utilisé si longtemps qu’il fait toujours partie du vocabulaire canadien et apparaît même encore dans certaines publications et formulaires du gouvernement.
Pour acquérir ce statut, il fallait entrer légalement au Canada, c’est-à-dire être « reçu », à l’un points d'entrée sur le territoire. Le passeport de l’immigrant était alors estampillé et une Fiche relative au droit d’établissement (formulaire IMM1000) était délivrée comme preuve officielle du statut. Les personnes se trouvant déjà au Canada comme résidents temporaires (par exemple avec un permis d'études ou de travail) et souhaitant acquérir ce statut devaient quitter le territoire et y revenir par l’un des points d’entrée pour être « reçu » officiellement. Une manière de faire consistait à quitter le pays à la frontière canado-américaine, tenter d’entrer légalement aux États-Unis (quitte à recevoir une notification de refus) et retourner ensuite au Canada en passant la frontière dans l’autre sens. Toutefois, en 2008, un aménagement de la réglementation a permis à la plupart des immigrants d’être reçus directement à un bureau de Citoyenneté et Immigration Canada.